# Résolution 217 du Conseil de sécurité des Nations unies
Membres permanents
- Chine (Taïwan)
- États-Unis
- France
- Royaume-Uni
- URSS

Membres non permanents
- Bolivie
- Côte d'Ivoire
- Jordanie
- Malaisie
- Pays-Bas
- Uruguay

Résolution no 216 Résolution no 218
La Résolution 217  est une résolution du Conseil de sécurité des Nations unies adoptée le 20 novembre 1965, dans sa 1265e séance, déterminé que la situation résultant de la déclaration unilatérale d'indépendance de la Rhodésie du Sud était extrêmement grave et que le gouvernement du Royaume-Uni devrait en mettre un terme car elle constitue une menace pour la paix et la sécurité internationales. 

Le Conseil a également appelé les pays à ne pas reconnaître ce qu'il considérait comme «cette autorité illégale» ou entretenir des relations diplomatiques avec elle. Il a également demandé à tous les États de s'abstenir de relations économiques avec la Rhodésie.

## Vote
La résolution a été approuvée à 10 voix contre zéro.

La France s'est abstenu.

## Texte
- Résolution 217 Sur fr.wikisource.org
- Résolution 217 Sur en.wikisource.org